# Tres millones (película)
Tres Millones, es una película de Yamandú Roos y Jaime Roos. Fue estrenado en 2011.
Es un documental basado en Copa Mundial de Fútbol Sudáfrica 2010. Los protagonistas son el músico uruguayo Jaime Roos, su hijo Yamandú Roos, Edinson Cavani, Diego Forlán y Luis Suárez.